# Grochowice
Grochowice – wieś w Polsce położona w województwie dolnośląskim, w powiecie głogowskim, w gminie Kotla.

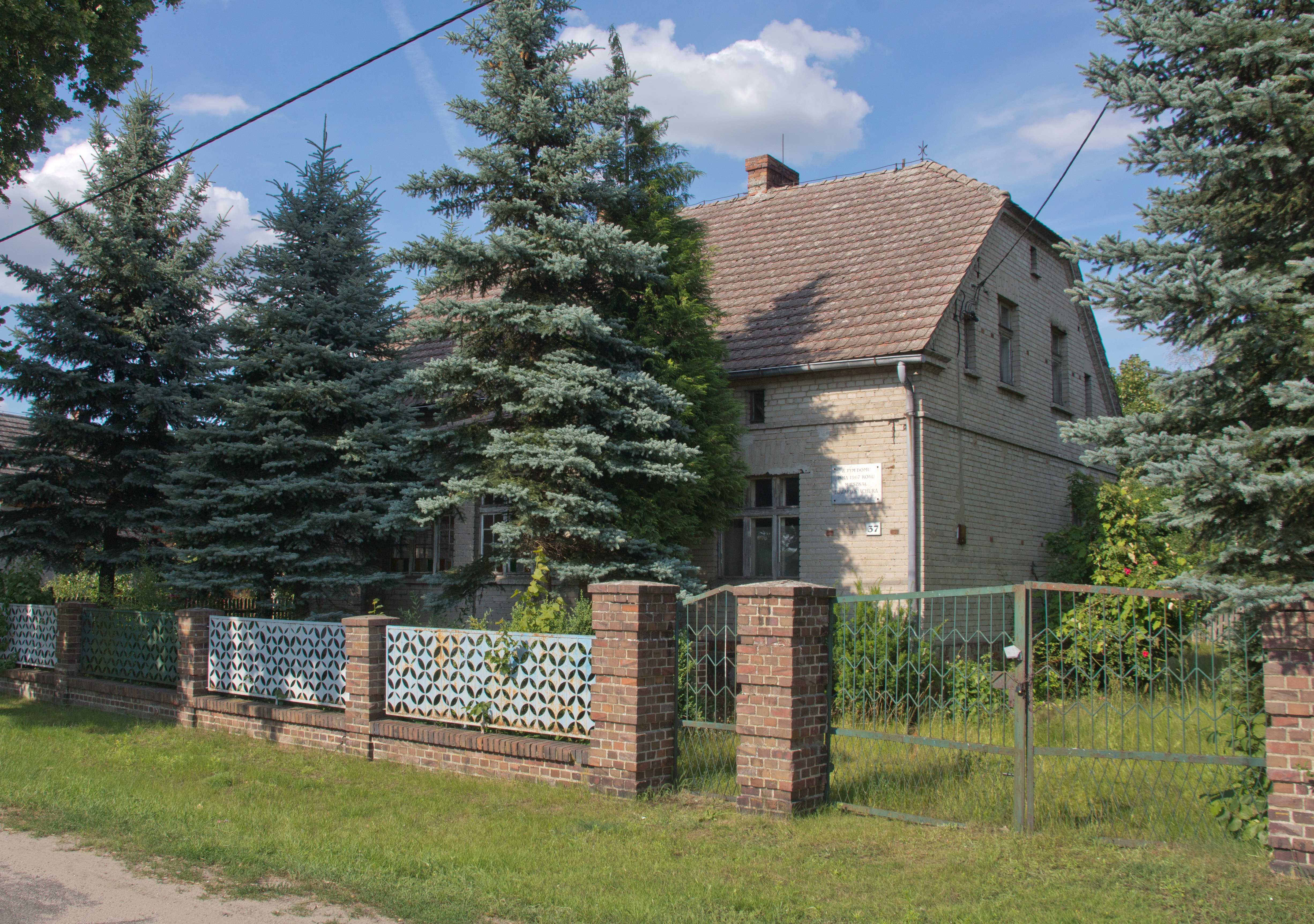
Dom w Grochowicach, w którym w roku 1967 mieszkał Edward Stachura

## Podział administracyjny
W latach 1975–1998 miejscowość administracyjnie należała do województwa legnickiego.

## Nazwa
Nazwa miejscowości notowana była w formach Grochowicze (ok. 1300), Grochewicz (1453), Grochewitcz (1488), Gruchwitz (1670), Grochwitz (1679), Gruchwitz (1791), Grochwitz, Alt- u. Neu-, auch Gruchwitz (1845), Heidegrund, Grochowiska (1941), Grochowice – Heidegrund (Grochwitz) (1951). Nazwa wywodzi się od nazwy osobowej Groch z sufiksem -owice. Po dojściu do władzy w Niemczech narodowych socjalistów nazwa wsi została zmieniona na całkowicie niemiecką Heidegrund.

## Kultura
Od 1983 roku we wsi odbywa się doroczna Stachuriada, impreza na cześć mieszkającego tu przez pewien czas Edwarda Stachury. Gośćmi imprezy byli m.in.: Andrzej Garczarek, Mirosław Czyżykiewicz, Piotr Bukartyk, Zbigniew Książek oraz grupy Wolna Grupa Bukowina i Stare Dobre Małżeństwo. Miejscowość, wraz z sąsiednią Kotlą została uwieczniona w powieści Siekierezada albo Zima leśnych ludzi jako Bobrowice.
W miejscowości działa stowarzyszenie „Grochowice Zdrój” stawiające sobie za cel społeczny, ekonomiczny i ekologiczny rozwój Grochowic.

## Zabytki
Do wojewódzkiego rejestru zabytków wpisany jest obiekt:
- barokowy kościół filialny pw. Matki Boskiej Częstochowskiej, z XVIII wieku, przebudowany w roku 1930